# 穆氏棱鯡
穆氏棱鯡為輻鰭魚綱鲱形目鲱科的其中一種，被IUCN列為次級保育類動物，分布於土耳其海域，體長可達8公分，棲息在表層水域，以浮游生物、魚卵為食。

## 擴展閱讀
維基物種上的相關：穆氏棱鯡